# Kiligai
Kiligai (Kilagai, Kilagay, Kila Gai, Qalagai, Dasht-e Kiligai) là một địa điểm ở tỉnh Baghlan, Afghanistan, trong suốt Chiến tranh Liên Xô–Afghanistan từng nắm giữ một trong ba căn cứ chính của Liên Xô ở Afghanistan (hai căn cứ còn lại là Shindand và Bagram). Năm 1987, Đài BBC Monitoring đã mô tả nơi đây là "trung tâm tiếp liệu và cung ứng quân sự lớn nhất của quân đội Liên Xô ở Afghanistan".
Khu căn cứ nằm gần hành lang chiến lược Bắc-Nam, và bao gồm một trạm sửa chữa xe tăng lớn dưới lòng đất. Năm 1988, khi Liên Xô chuẩn bị rút quân, họ đã thảo luận về khả năng "duy trì việc tiếp cận thông qua thương lượng" đối với cơ sở sửa chữa xe tăng Kiligai này.